# 佐藤亮一 (翻訳家)
佐藤 亮一（さとう りょういち、1907年10月18日 - 1994年10月1日）は、日本の翻訳家。

## 経歴
青森県三戸郡名久井村（現 南部町）出身
慶應義塾大学法学部政治学科卒業。
1932年時事新報社入社、1936年毎日新聞の記者となる。
福島支局勤務の後、従軍記者として中国戦線を取材報道する。
中国では資料所持容疑で不当逮捕され、1946年から翌年にかけて北京の捕虜収容所で辛酸をなめる。
日本に帰国した後、毎日新聞東京本社に復帰するかたわら翻訳活動を開始する。
1958年7月、第1回翻訳家国際会議に出席。1984年国際翻訳家連盟から国際翻訳賞を受賞。
1988年から日本翻訳家協会会長。
このほか、慶應義塾大学講師、慈恵医科大学講師、共立女子大学教授を歴任した。
英米の名作の翻訳者として数々のヒットを飛ばし、リンドバーグ『翼よ、あれが巴里の灯だ』やパール・バック『大地』の翻訳が名高い。
ほかにもチャーチル、林語堂のほか、ノンフィクションの翻訳も手がけた。

## 著書
- 『北支戦線異状なし』（大新社） 1942
- 『北欧・フィヨルド紀行』（角川書店） 1959
- 『北京収容所』（河出書房新社） 1963、のち新地出版社 1977、のちサイマル出版会 1983
- 『世紀の人チャーチル』（あかね書房、少年少女20世紀の記録） 1965、のち改題『チャーチル』（旺文社文庫）
- 『リンドバーグ』（潮出版社、ポケット偉人伝） 1971
- 『鯨会社焼き打ち事件 みちのく漁民一揆の記録 明治四十四年八戸の〈浜が泣いた日〉』（サイマル出版会） 1987
- 『翻訳騒動記』（政界往来社） 1987

### 共編著
- 『虐待の記録』（編、潮書房） 1953
- 『英語とエチケット』（ロバート・本郷共著、文建書房） 1962
- 『翻訳秘話「翼よ、あれがパリの灯だ」』（佐藤雅子共著、恒文社） 1997

## 翻訳
- 『武士道に泣く 日本再建を祈願する一外人より』（C・K・オン、新体社） 1949
- 『隠るべき所なし ビキニ環礁原爆実験記録』（ブラッドリー、大日本雄弁会講談社） 1949
- 『私は何故ソ連を逃げたか 生き残った人々の記録』（アレクサンドル・バルミン、逍遥書院） 1949
- 『情熱の旅路』（アーヴイング・ストーン、ジープ社） 1950
- 『壁』（ジョン・ハーシー、北川正夫共訳、改造社） 1950
- 『ドナルド・ダック 火山国探険』（ウォルト・ディズニー、養徳社） 1951
- 『永遠のアンバー（英語版）』（キャスリン・ウィンザー、三笠書房） 1952
- 『抹殺者 この地上には人間より尊いものはない』（イゴーリ・グゼンコ、朋文社） 1955
- 『翼よ、あれがパリの灯だ 大西洋横断飛行の回想』（チャールズ・リンドバーグ、出版共同社） 1955、のち大和書房 1968、旺文社文庫 1976、のち恒文社 1991
- 『二十世紀アメリカ社会史』（フレデリック・L・アレン、平松幹夫共訳、角川書店） 1955、のち改題『現代アメリカ社会史』（角川文庫） 1957
- 『現代アメリカ短篇集』（訳編、荒地出版社） 1956
- 『大西洋の悲劇 タイタニック号の謎』（ウオルター・ロード、大日本雄弁会講談社） 1956、のち改題『タイタニック号の最期』（ちくま文庫）
- 『ゴーリキイの最後』（イーゴリ・グゼンコ、朋文社） 1956
- 『雨の朝巴里に死す ほか』（フィッツジェラルド、荒地出版社、現代アメリカ文学全集） 1957、のち講談社文庫
- 『西部への道』（アルフレッド・B・ガスリー、荒地出版社、現代アメリカ文学全集） 1957
- 『真珠 ほか』（スタインベック、荒地出版社、現代アメリカ文学全集） 1958
- 『池』（ルイス・ブロムフィールド、荒地出版社、現代アメリカ文学全集） 1958
- 『ヴァージニアン』（オーエン・ウイスター、出版協同社） 1958
- 『世界の新聞王 ジョゼフ・ピューリッツァー伝』（アイリス・ノーブル、講談社） 1958、のち改題『新聞王ピューリッツァー』（潮文庫）
- 『大いなる河』（ヨセフ・カリニコフ、石川信夫共訳、角川書店） 1959
- 『週の第八の日』（マレク・フラスコ、角川書店） 1959
- 『婦人記者No.1 ネリー・ブライ物語』（アイリス・ノーブル、河出書房新社） 1960
- 『ロスト・ジェネレーション以後』（ジョン・W・オルドリッジ、荒地出版社） 1960
- 『不老長生の秘境』（アレン・バニク, ルネ・テーラー、河出書房新社） 1960
- 『あなたの運命を変える本』（カルトン・ケース、雪華社） 1961
- 『第二次世界大戦史』（チャーチル、訳編、あかね書房、少年少女世界の歴史） 1961
- 『チャタレー夫人の裁判』（C・H・ロルフ編、河出書房新社） 1961
- 『アメリカは何をなすべきか』（タイム誌編集局編、同友社） 1961
- 『ダイヤモンドは危い 国際密輸団への挑戦』（J・H・デュ・プリシス、毎日新聞社） 1962
- 『超音速パイロット』（ブリッヂマン、あかね書房、少年少女20世紀の記録） 1963
- 『ノルマンディー上陸作戦』（サーベージ、あかね書房、少年少女20世紀の記録） 1963
- 「ポンペイの最期」（筑摩書房、世界ノンフィクション全集49） 1963
- 『ニューヨークの裏街 ユダヤ人の笑いと涙』（ハリー・ゴールドン、文建書房） 1963
- 『ポケット笑談事典 笑いの泉・話題の宝庫』（ベネット・サーフ編、潮文社新書） 1964
- 『悲劇の大統領 大統領ケネディ伝』（ヒュー・サイディ、鷺村達也共訳、荒地出版社） 1964
- 『響きと怒りの作家 フォークナー伝』（ジョン・フォークナー、荒地出版社） 1964
- 『われ新大陸を発見せり 孤独の英雄コロンブス探検記』（コロンブス R.H.メジャー編、大和書房） 1965
- 『解放の戦略 毛沢東とゲバラ』（リデル・ハート編、番町書房） 1965
- 『ペンコフスキー機密文書』（オレグ・ペンコフスキイ、集英社） 1966、のち改題『寝返ったソ連軍情報部大佐の遺書』（集英社文庫）
- 『男性のためのヨーロッパ案内』（ジャック・マッチヤ、荒地出版社） 1966
- 『チャーチル名言集』（ポプラ社） 1967
- 『若き日の回想』（チャーチル、ポプラ社） 1968、のち改題『わが青春記』（旺文社文庫）
- 『エムデン号最後の航海』（エドウィン・P・ホイト、筑摩書房、現代世界ノンフィクション全集） 1968
- 『ジプシーの占い 明日変心するあなたなら』（カールトン・ケース、潮文社） 1971
- 『燃えさかる火のそばで シートン伝』（ジュリア・M・シートン、早川書房） 1971、のち新版 2006
- 『第二次世界大戦』（チャーチル、河出書房新社） 1972、のち文庫 全4巻
- 『SOSタイタニック』（ジャック・ウィノカー編、旺文社文庫） 1973
- 『華麗なるギャツビー』（フィッツジェラルド、講談社文庫） 1974
- 『金の時 鉛の時』（アン・モロー・リンドバーグ、TBS出版会） 1974
- 『フルシチョフ最後の遺言』（河出書房新社） 1975
- 『チャーチル』（ロバート・ペイン、文化放送開発センター出版部） 1975
- 『アイルランドのあざらし女』（ロナルド・ロックリー、ジャパン・パブリッシャーズ） 1976
- 『美人ネコジェニーの世界旅行』（エスター・アベリル作・画、旺文社） 1979
- 『のらネコ兄弟のはらぺこ放浪記』（エスター・アベリル作・画、旺文社） 1979
- 『ねこネコねこの大パーティー』（エスター・アベリル作・画、旺文社） 1979
- 『近親相姦 病例とその分析』（スーザン・フォワード, クレイグ・バック、河出書房新社） 1981
- 『紅楼夢』全4巻（曹雪芹原作、林語堂編、六興出版） 1983
- 『中国人』（フォックス・バターフィールド、時事通信社） 1983
- 『イラスト版 アメリカの歴史』全4巻（ノーネル・ファー、東京書籍） 1984
- 『アンナ、戦場に消えた青春』（リンダ・アトキンソン、旺文社文庫） 1986

### 林語堂
- 『北京好日』（林語堂、ジープ社） 1950年、のち河出書房 1951
- 『朱ぬりの門』（林語堂、新潮社） 1954
- 『杜十娘』（林語堂、朋文社） 1956
- 『ソビエト革命と人間性』（林語堂、東京創元社） 1959
- 『西域の反乱』（林語堂、芙蓉書房） 1973
- 『マダムD 中国伝奇小説二十編』（林語堂、現代出版） 1985

### パール・S・バック
- 『大地』上・中・下（パール・バック、旺文社文庫） 1967 - 1968
- 『ケネディ家の女性たち』（パール・S・バック、主婦の友社） 1970
- 『私の見た中国』（パール・S.バック、佐藤喬共訳、ぺりかん社） 1971
- 『母の肖像』（パール・S.バック、芙蓉書房） 1973